# Cravans
Cravans település Franciaországban, Charente-Maritime megyében. Lakosainak száma 859 fő (2022. január 1.). Cravans Gémozac, Rioux, Saint-André-de-Lidon és Saint-Simon-de-Pellouaille községekkel határos.

## Népesség
A település népességének változása:
| Lakosok száma | 503  | 493  | 526  | 677  | 761  | 824  | 872  | 896  | 878  | 859  |
|               | 1968 | 1982 | 1990 | 2006 | 2013 | 2015 | 2017 | 2019 | 2020 | 2022 |